# Clown Alley
Clown Alley war eine US-amerikanische Crossover-Band aus San Francisco, die im Jahr 1985 gegründet wurde und sich 1987 auflöste. In ihrer Karriere spielte die Band zusammen mit Gruppen wie Broken Bones, Corrosion of Conformity und English Dogs.

## Geschichte
Die Band wurde im Jahr 1985 gegründet und bestand aus dem Sänger David Duran, dem Gitarristen Mark Deutrom, der Bassistin Lori „Lorax“ Black (Tochter von Shirley Temple) und dem Schlagzeuger Justin Clayton. Nachdem die Band genügend Lieder entwickelt hatte, erschien 1986 über Deutroms Label Alchemy Records das erste und einzige Album Circus of Chaos. Das Album war die erste Veröffentlichung des Labels. Im Jahr 1987 löste sich die Band wieder auf. Nach der Auflösung spielten Deutrom und Black zeitweilig bei den Melvins. Im Jahr 2006 wurde das Album über Southern Lord Records mit Bonusmaterial wiederveröffentlicht. The Melvins coverte das Lied Theme für eine EP, die bei einer der Peel Sessions entstand.

## Stil
Laut Eduardo Rivadavia von Allmusic sei die Band anfangs eine Punkband gewesen, die durch Hardcore-Punk-Bands wie Black Flag und Bad Brains beeinflusst worden sei. Durch die steigende Popularität des Thrash Metals in der San Francisco Bay Area habe die Gruppe diese Stile vermischt. Laut Uwe Schnädelbach vom Metal Hammer spiele die Band auf Circus of Chaos eine originelle Mischung aus Punk, Metal und Psychedelic Rock. Holger Stratmann merkte in derselben Ausgabe an, dass die Band auf dem Album im Gegensatz zu den Labelkollegen Sacrilege B.C. mehr Richtung Hardcore Punk tendiere und sich ein Metalfan vom Album enttäuscht fühlen könnte. Zudem seien die Lieder auch nicht so schnell, sodass auch Crossover-Fans enttäuscht sein könnten. Zudem werde deutlich, „daß die vier Musiker etwas von ihrem Handwerk verstehen und nicht nur mal eben auf den Thrashcore/Crossover-Zug aufspringen“.

## Diskografie
- 1985: Clown Alley (Demo, Eigenveröffentlichung)
- 1986: Circus of Chaos (Album, Alchemy Records)